# Charaton
Charaton (¿?-422) fue rey de los hunos durante los años 412 al 422. Se sabe muy poco de su vida y su reinado, es posible que los hunos se encontraran dispersos lo que explica su poca actividad en territorio enemigo.
En el año 412 Charaton recibió en su corte al embajador Olimpiodoro, enviado por Honorio el emperador romano de Occidente. Olimpiodoro viajó a las tierras de los hunos por mar, pero no registra si el mar en cuestión era el Negro o el Adriático. Como la Historia trata exclusivamente del Imperio Romano de Occidente, probablemente se tratara del mar Adriático y los visitó en algún lugar de la llanura panónica.